# Anthomyia singularis
Anthomyia singularis este o specie de muște din genul Anthomyia, familia Anthomyiidae. A fost descrisă pentru prima dată de Stein în anul 1913. Conform Catalogue of Life specia Anthomyia singularis nu are subspecii cunoscute.